# Strobe (deadmau5)
Strobe è un singolo realizzato dal disc jockey e produttore discografico canadese deadmau5, sesto estratto dal quarto album in studio di Zimmerman For Lack of a Better Name.
La canzone prende origine da una traccia del 2006 chiamata Then We Stood Still. Musicalmente, è una traccia progressive house con influenze della ambient music. Nel corso degli anni Zimmerman ha prodotto vari edit di questo singolo, tra cui una versione live è contenuta nell'album > album title goes here <, un outro edit usata solo durante i live e un'ulteriore versione orchestrale contenuta nell'album where's the drop?. Nel 2016, mau5trap pubblica il pacchetto di remix del singolo per celebrare la centesima release dell'etichetta. Nel 2017, Billboard ha inserito Strobe come la migliore canzone di Zimmerman di tutti i tempi nella lista delle 20 migliori tracce dell'artista. È generalmente considerata una delle migliori tracce dance mai create.

## Tracce
Download digitale (2010)
1. Strobe (Radio Edit)
2. Strobe (Club Edit)
3. Strobe (Michael Woods Remix)
4. Strobe (Plump DJs Remix)
5. Strobe (DJ Marky, S.P.Y. Remix)
6. Strobe

Remix contenuto in 5 years of mau5
1. Strobe (Michael Woods 2014 Remix)

Remixes (2016)
1. Strobe (Feed Me Remix)
2. Strobe (Com Truise Remix)
3. Strobe (Dimension Remix)
4. Strobe (Lane 8 Remix)
5. Strobe (ATTLAS Remix)
6. Strobe (Monstergetdown Remix)
7. Strobe (No Mana Remix)

Remixes (2024)
1. Strobe (Victor Ruiz Remix)
2. Strobe (OddKidOut Remix)
3. Strobe (Layton Giordani Remix)